# Haaranalytik

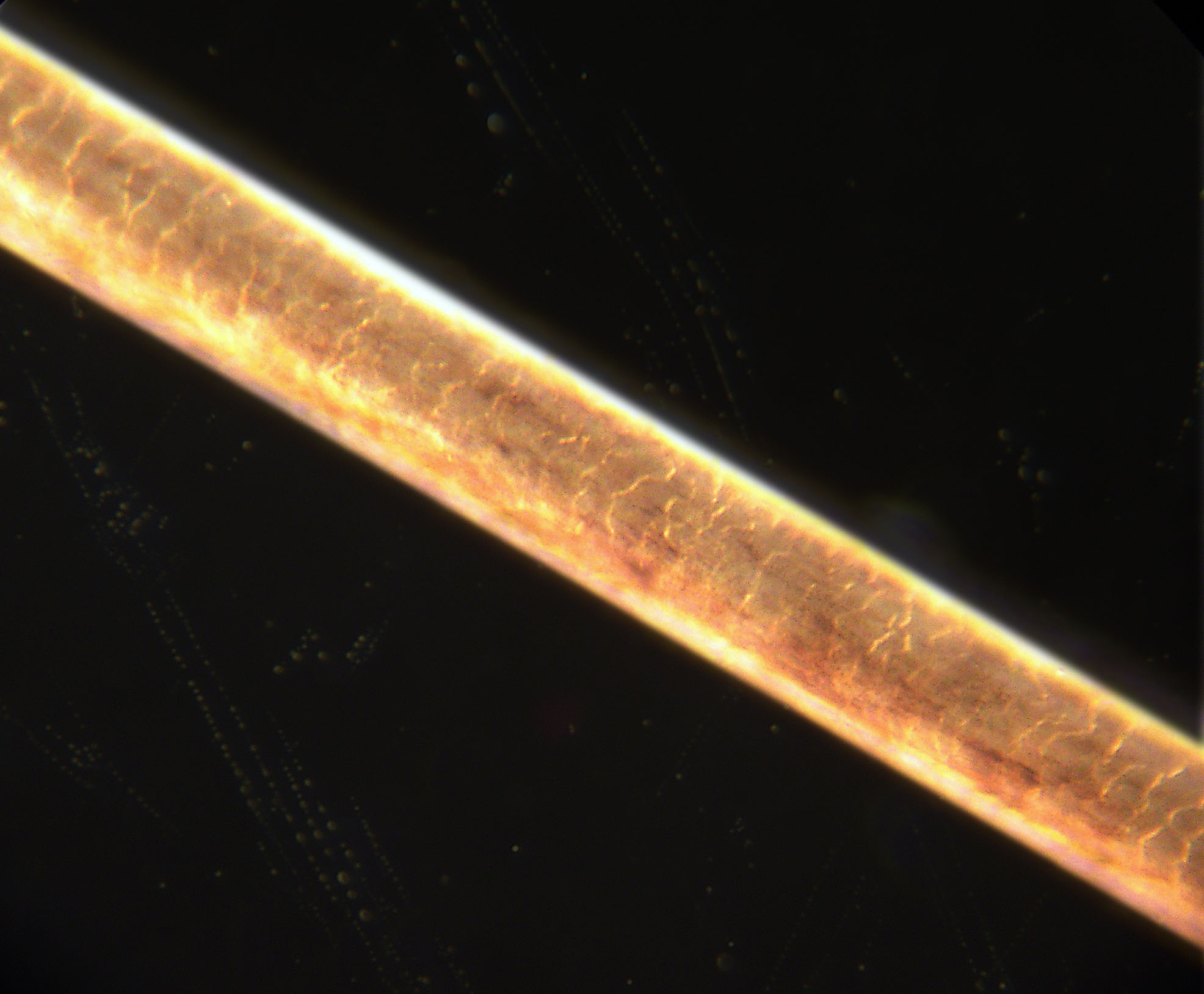
Ein Menschenhaar unter dem Mikroskop
(Bildausschnitt: 600×400 µm²)

Haaranalytik, auch Haaranalyse genannt, ist die Bezeichnung für eine chemische Analyse einer Haarprobe. Das Haar dient als leicht zugänglicher Biomonitor, in dem viele körperfremde Verbindungen in signifikant höherer Konzentration als in anderen Organen eingelagert werden. Der Begriff Haaranalytik selbst gibt keine Auskunft über das letztlich verwendete Analysenverfahren.
Die Haaranalyse eignet sich insbesondere in der Forensischen Toxikologie und der Ökotoxikologie zur Durchführung einer retrospektiven Analyse der Aufnahme verschiedener chemischer Elemente und organischer Verbindungen eines Menschen, über den Zeitraum von mehreren Monaten.
Zudem wird die Haaranalyse, teils unter Bezeichnungen wie „Haarmineralstoffanalyse“ oder „Bioresonanz-Haaranalyse“ oder „radionische Haaranalyse“, alternativmedizinisch für verschiedene diagnostische Anwendungen eingesetzt. Diese Formen der Nutzung der Haaranalyse werden von der wissenschaftlich begründeten Medizin weitgehend abgelehnt.

## Einlagerung exogener Substanzen in die Haare

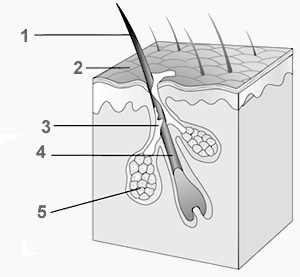
Schematischer Aufbau eines Körperhaares.
1) Haar 2) Hautoberfläche 3) Talg 4) Haarfollikel 5) Talgdrüse

Menschliche und tierische Haare lagern eine Vielzahl von exogenen Stoffen weitgehend unverändert in ihre Struktur ein. Die Applikationsform (oral, nasal, intravenös oder inhalativ) spielt dabei keine Rolle. Einmal aufgenommen gelangen die Stoffe über den Blutkreislauf auch an die Körperhaare, die über die Haarpapillen mit den Blutgefäßen verbunden sind. Die schnellwachsenden, sich häufig teilenden Zellen haben gegenüber den normalen Körperzellen einen erhöhten Stoffwechsel. Sie nehmen daher vermehrt Nährstoffe, aber auch exogene Stoffe auf. Das Haarwachstum fängt im wenige Millimeter unter der Hautoberfläche befindlichen Haarfollikel an. Die hornbildenden Zellen bündeln sich und verhornen zu Keratinfasern. Sie wandern nach oben und bilden den Haarschaft, der sich im Follikel zur Hautoberfläche schiebt. Nach ein bis zwei Wochen wird die Hautoberfläche erreicht. In der Phase des Haarwachstums wird auch ein Teil der im Blut enthaltenen körperfremden Substanzen in das Haar eingelagert. Durch das Längenwachstum der Haare kommen diese Substanzen durch die Hautoberfläche nach außen.
Das Kopfhaar wächst monatlich um durchschnittlich 10 mm. Über die abschnittsweise Analyse einzelner Haarabschnitte von der Haarspitze bis zur Haarwurzel, kann eine zeitliche Analyse über die Aufnahme der exogenen Verbindungen erfolgen. Dies ist prinzipiell auch mit historischen Haarproben möglich.
Die im Haar eingelagerten Stoffe lassen sich auch durch Waschen, Tönen oder andere Behandlungen nicht vollständig entfernen. Die vorhandenen Restmengen reichen bei der hohen Empfindlichkeit der eingesetzten Untersuchungsmethoden beispielsweise für den Nachweis der Einnahme von Betäubungsmitteln noch problemlos aus. Problematisch ist die möglicherweise sehr unterschiedliche Vorbehandlung der Haare jedoch bei der Quantifizierung von Elementen, beispielsweise von Spurenelementen.

## Analytik

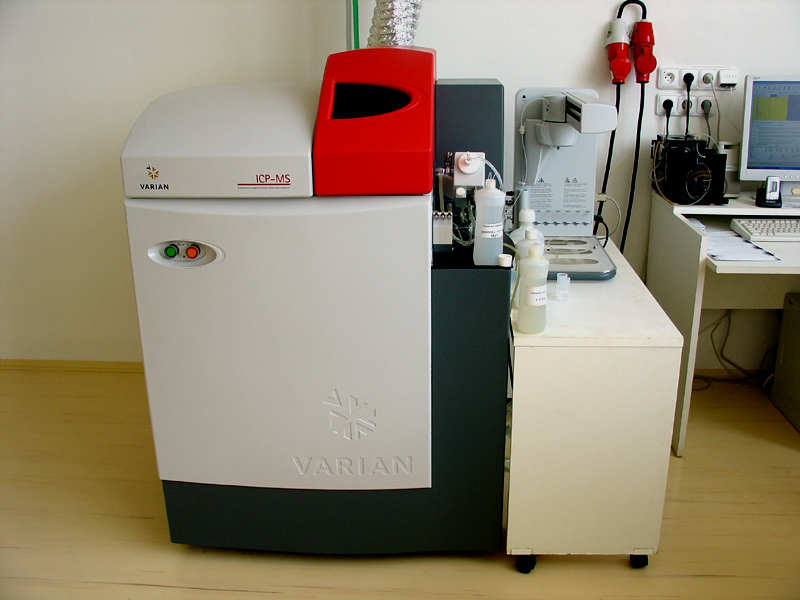
ICP-MS-Gerät

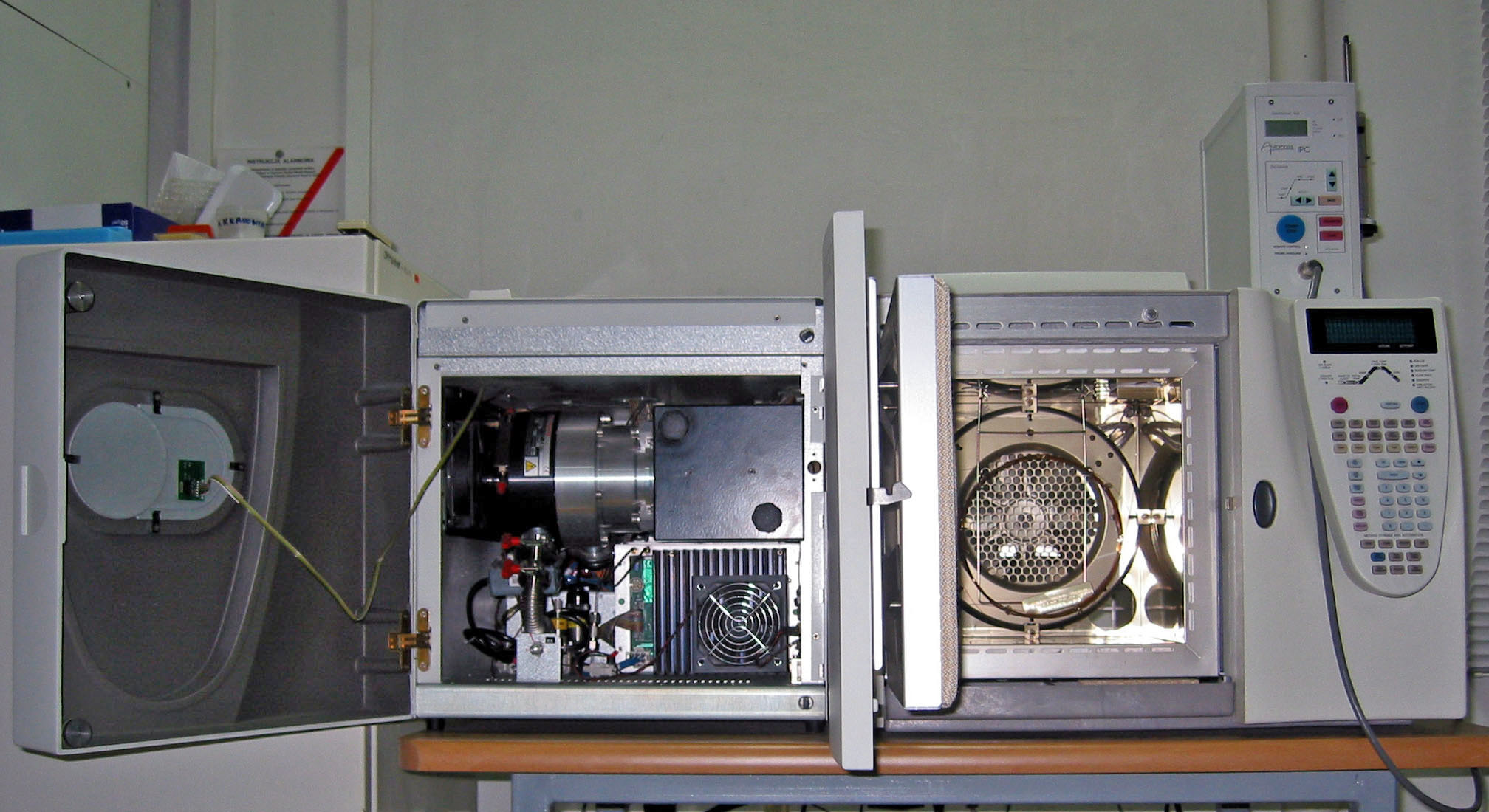
GC-MS-Gerät

Als analytische Verfahren kommen verschiedene Methoden aus der Spurenanalytik in Frage, die abhängig von dem gesuchten Element, beziehungsweise der gesuchten Verbindung, gewählt werden. Sollen beispielsweise chemische Elemente, wie Schwermetalle, analysiert werden, so kommt oft die Massenspektrometrie mit induktiv gekoppeltem Plasma (ICP-MS) oder die ICP-OES, seltener die Neutronenaktivierungsanalyse, zum Einsatz. Mittels Laserablation und anschließender ICP-MS kann eine Elementanalyse auf nur einem Haar abschnittsweise durchgeführt werden.
Zur Analyse von chemischen Verbindungen, wie beispielsweise Betäubungsmitteln, werden meist die Flüssigchromatographie mit Massenspektrometrie-Kopplung (LC-MS oder auch LC-MS/MS) und die Gaschromatographie mit Massenspektrometrie-Kopplung (GC-MS oder auch GC-MS/MS), früher oft auch Radioimmunassays verwendet.
Einige Substanzen werden in Form ihrer Stoffwechselprodukte (Metabolite) analysiert. So wird beispielsweise Heroin im Körper nach der Injektion zunächst zu 6-Monoacetylmorphin (6-MAM) und danach zu Morphin metabolisiert. Ein Großteil des aufgenommenen Heroins wird nach mehreren Stunden als Morphin beziehungsweise glucuronidiertes Morphin ausgeschieden. Ein kleiner Teil des Morphins und des 6-MAM wird aber auch in die Haarstruktur eingelagert. Allerdings wird auch das in einigen Medikamenten – wie beispielsweise Hustensaft – enthaltene Codein teilweise zu Morphin metabolisiert, so dass eine Bestimmung, die nur das Morphin umfassen würde, keinen Nachweis für die Einnahme von Heroin liefert. Deshalb wird in der Heroin-Analytik zusätzlich das nicht metabolisierte Codein im Haar mitbestimmt. Bei einem Morphin/Codein-Verhältnis von 2:1 geht man von einem Heroinmissbrauch aus. Liegt die gemessene Morphinkonzentration unterhalb von 1 ng/mg (= 1 ppm), so wird ein Verhältnis von 5:1 gefordert. Wird 6-MAM in der Haarprobe in einer Konzentration größer als 0,5 ng/g nachgewiesen, so wird von einem Heroinkonsum ausgegangen, da 6-MAM kein Metabolit von Codein ist. Generell müssen bestimmte Grenzwerte für einen Analyten überschritten werden und oft auch noch dessen Metabolite nachgewiesen werden, damit die Haarprobe als positiv gewertet werden kann.

## Probenvorbereitung

### Elementanalyse
Bei der Analyse von chemischen Elementen ist oft keine besondere Probenvorbereitung notwendig. Die Neutronenaktivierungsanalyse arbeitet beispielsweise ohne Zerstörung der Probe. Mittels Laser-Ablation kann gar ein einzelnes Haar abschnittsweise analysiert werden.

### Betäubungsmittelanalyse
Die für eine kriminaltechnische Untersuchung verwendeten Haarproben werden bevorzugt am Hinterkopf als Strähne entnommen. In dieser Haarregion ist das Haarwachstum besonders regelmäßig. Prinzipiell können auch Scham-, Achsel-, Bart-, Brust- und andere Körperhaare verwendet werden. Die entnommene Haarsträhne ist wenige mm im Durchmesser. Pro zu analysierendem Haarabschnitt genügen etwa 30 bis 50 mg Haare. Über die Haarabschnitte kann, bei einer segmentweisen Analyse der Haare, die Art und Häufigkeit des Drogenkonsums analysiert werden („Drogenkarriere“).
Die Haarprobe wird nach ihrer Entnahme für die anschließende Analyse in speziellen Extraktionsverfahren vorbereitet. Beispielsweise werden die Haare zunächst in einer Mühle gemahlen und anschließend in einer Säure aufgelöst, bevor sie analysiert werden können. Teilweise werden die zu analysierenden Inhaltsstoffe aus den Haaren mit Methanol extrahiert.

## Anwendungen
Die bekannteste und häufigste Anwendung der Haaranalyse ist den Nachweis von Suchtstoffen und Arzneimitteln im Rahmen der Rechtsmedizin. Während viele Drogen, Arzneimittel und Dopingmittel in Blut und Urin oft schon nach Tagen nicht mehr nachzuweisen sind, wird eine Vielzahl diese Substanzen in das wachsende Haar eingebaut und ist so noch nach Monaten nachweisbar. Durch eine normale Haarwäsche oder andere übliche Methoden der Haarbehandlung lassen sich diese Wirkstoffe nicht entfernen.
Neben Stoffen wie Cannabis, Kokain, Ecstasy oder Heroin, lassen sich auch Dopingmittel wie verschiedene Anabolika und Nandrolon nachweisen. Selbst längerer Alkoholmissbrauch beziehungsweise Alkoholismus kann über das Stoffwechselprodukt Ethylglucuronid (ETG) nachgewiesen werden.
Für die Analyse der DNA, beispielsweise für ein Abstammungsgutachten („Vaterschaftstest“) eignen sich dagegen nur Haare mit Haarwurzel, da nur dort Zellen mit analytisch verwertbarem Material enthalten sind.

## Bekannte Anwendungsbeispiele

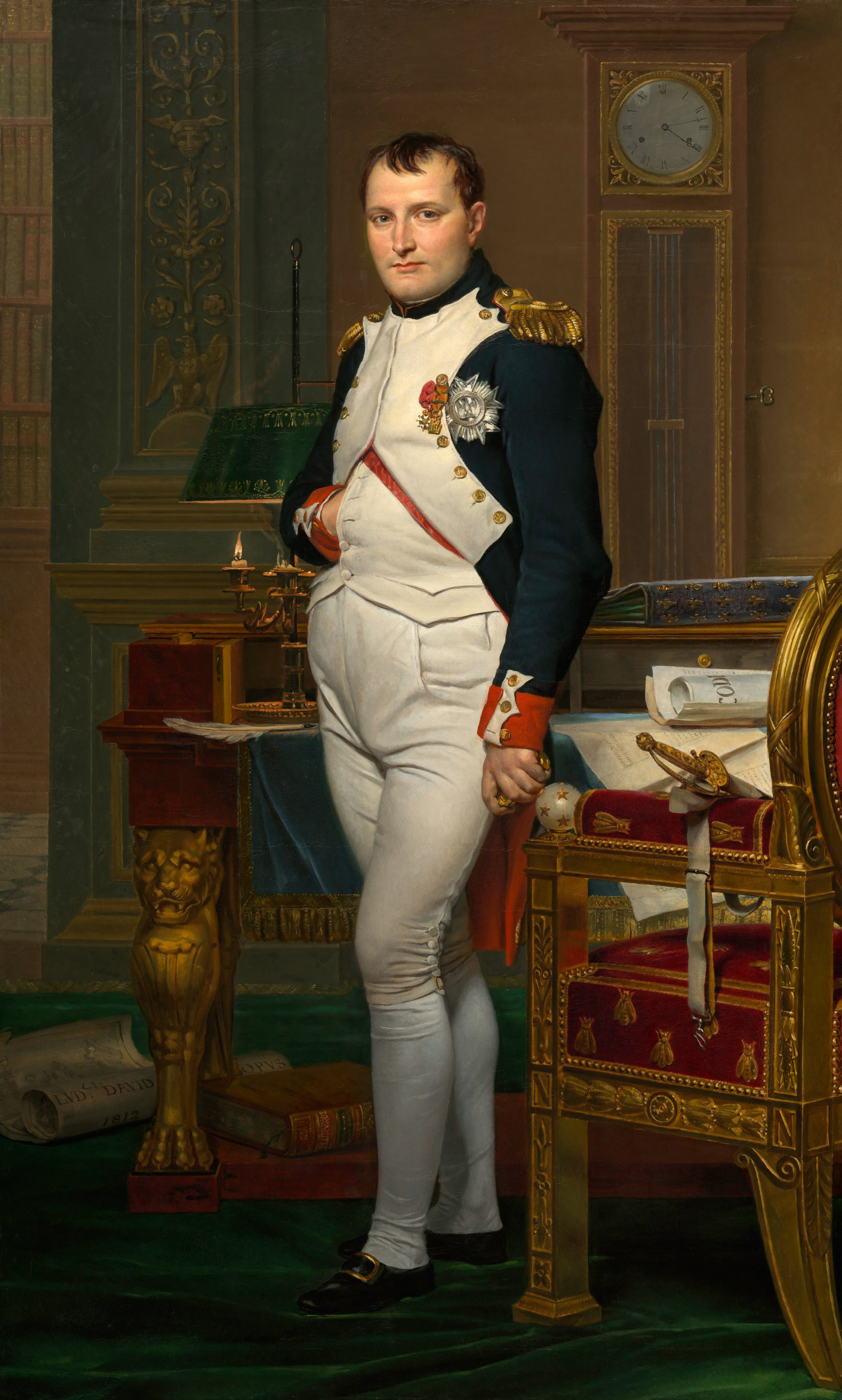
Napoléon

Mittels einer Analyse der Haare des Mannes vom Tisenjoch – besser bekannt als „Ötzi“ – wurde festgestellt, dass dieser sich vorwiegend vegetarisch ernährte.
1961 wurde eine Haarprobe von Napoléon mittels Neutronenaktivierungsanalyse untersucht. Dabei wurde nachgewiesen, dass er sukzessive Arsen aufgenommen hatte. Durch die Segmentanalyse einer 130 mm langen Strähne wurde zudem ermittelt, dass er während einer einjährigen Phase Arsen mit Unterbrechungen aufgenommen hatte. Außerdem konnte man die ungefähren Zeitpunkte rekonstruieren. Ob es sich dabei um eine vorsätzliche Vergiftung oder aber um die Lebensumstände auf St. Helena handelt, wird bis heute kontrovers diskutiert.
Das am 20. Oktober 2000 veröffentlichte Ergebnis einer Haaranalyse bei Christoph Daum, die er selbst beim Institut für Rechtsmedizin der Universität zu Köln in Auftrag gegeben hatte, führte in der Folge zur fristlosen Kündigung als Vereinstrainer und zu Auflösung eines für den 1. Juni 2001 geschlossenen Vertrages als Bundestrainer beim DFB.

## Angebote zur Haaranalyse von kommerziellen Anbietern
Verschiedene klinisch-chemische Laboratorien, (Umwelt)-Apotheken, Reformhäuser, Heilpraktiker und kommerzielle Haaranalyse-Institute bieten die Haaranalyse als Dienstleistung an. Mit der Analyse sollen Informationen über den Versorgungsstatus von Mineralstoffen und mögliche Belastungen mit Umweltschadstoffen („Schwermetalle“) gewonnen werden. Die Zuverlässigkeit der Messergebnisse, sowie ihre Interpretation, werden von der Wissenschaft bezweifelt. Als Gründe werden dabei folgende Punkte aufgeführt:
- Wie und in welchem Umfang die einzelnen Elemente im Haar eingebaut werden, ist in vielen Fällen noch nicht ausreichend erforscht.
- Bisher wurde keine oder nur eine schwache Korrelation zwischen den Werten im Haar und den Werten in anderen Biomonitoren (Blut und Urin) gefunden.
- Es ist bisher weitgehend unbekannt, wie hohe Schadstoffkonzentrationen im Haar und mögliche gesundheitliche Folgen zusammenhängen. Im Haar selbst sind die Schadstoffe für den Betroffenen unschädlich.
- Haarfarbe, Geschlecht, Ethnie und Alter beeinflussen die Einlagerung von Fremdstoffen in den Haaren erheblich. Ebenso Ernährung, Haarbehandlung und Wohnort. Die Faktoren werden in vielen Labors nicht berücksichtigt. Des Weiteren existieren keine Richtlinien für die Probennahme.
- Viele Analytik-Dienstleister haben keine Qualitätssicherungsmaßnahmen.
- Es gibt keine festgelegten „Normalwerte“ für den Gehalt an Mineralstoffen und Spurenelementen im Haar, da bisher keine ausreichenden Daten für eine Definition vorliegen.

Die US-amerikanische Agency for Toxic Substances and Disease Registry (ATSDR) sieht daher die Haaranalyse nur bei der Bestimmung von Methylquecksilber zur Ermittlung der individuellen Schadstoffbelastung als geeignet an.
Die Stiftung Warentest verglich 2004 mehrere Anbieter von Haaranalysen. Für individuelle Probanden zeigten sich von Labor zu Labor teilweise erhebliche Schwankungen. Bei Proben derselben anonymisierten Person wurden im gleichen Labor häufig unterschiedliche Werte gemessen. Einzelne Labors gaben zu den Analysenergebnissen auch „Normalwerte“ an, die sich zudem von Labor zu Labor erheblich unterschieden.